# Puchar IBU w biathlonie 2023/2024
Puchar IBU w biathlonie 2023/2024 – szesnasta edycja tego cyklu zawodów. Sezon rozpoczął się 30 listopada 2023 w fińskim Kontiolahti, a zakończył 9 marca 2024 w austriackim Obertilliach. Tegoroczne mistrzostwa Europy, wliczane do klasyfikacji generalnej, odbyły się w dniach 24–28 stycznia 2024 r. w słowackim Osrblie.
Tytułów z poprzedniego sezonu bronili: wśród kobiet Szwedka Tilda Johansson, natomiast wśród mężczyzn Norweg Endre Strømsheim.

## Harmonogram

### Mężczyźni
| Lp.                                                   | Data                 | Miejscowość          | Konkurencja                | Złoto                 | Srebro                 | Brąz                   |
| ----------------------------------------------------- | -------------------- | -------------------- | -------------------------- | --------------------- | ---------------------- | ---------------------- |
| 1                                                     | 30 listopada 2023    | Kontiolahti          | Bieg indywidualny na 20 km | Johan-Olav Botn       | Mats Øverby            | Martin Nevland         |
| 2                                                     | 2 grudnia 2023       | Kontiolahti          | Sprint na 10 km            | Johan-Olav Botn       | Philipp Horn           | Mats Øverby            |
| 3                                                     | 8 grudnia 2023       | Idre Fjäll           | Sprint na 10 km            | Johan-Olav Botn       | Martin Nevland         | Martin Uldal           |
| 4                                                     | 9 grudnia 2023       | Idre Fjäll           | Sprint na 10 km            | Philipp Horn          | Johan-Olav Botn        | Oscar Lombardot        |
| 5                                                     | 10 grudnia 2023      | Idre Fjäll           | Bieg pościgowy na 12,5 km  | Johan-Olav Botn       | Philipp Horn           | Martin Uldal           |
| 6                                                     | 13 grudnia 2023      | Sjusjøen             | Sprint na 10 km            | Simon Kaiser          | Johan-Olav Botn        | Mats Øverby            |
| 7                                                     | 15 grudnia 2023      | Sjusjøen             | Bieg pościgowy na 12,5 km  | Johan-Olav Botn       | Martin Uldal           | Martin Nevland         |
| 8                                                     | 16 grudnia 2023      | Sjusjøen             | Bieg masowy na 15 km       | Martin Nevland        | Mats Øverby            | Johan-Olav Botn        |
| 9                                                     | 4 stycznia 2024      | Martell              | Bieg indywidualny na 15 km | Vebjørn Sørum         | Mats Øverby            | Isak Frey              |
| 10                                                    | 6 stycznia 2024      | Martell              | Sprint na 10 km            | Isak Frey             | Mats Øverby            | Danilo Riethmüller     |
| 11                                                    | 7 stycznia 2024      | Martell              | Bieg pościgowy na 12,5 km  | Isak Frey             | Vebjørn Sørum          | Danilo Riethmüller     |
| 12                                                    | 10 stycznia 2024     | Ridnaun              | Sprint na 10 km            | Johan-Olav Botn       | Mats Øverby            | Danilo Riethmüller     |
| 13                                                    | 12 stycznia 2024     | Ridnaun              | Bieg masowy na 15 km       | Danilo Riethmüller    | Martin Nevland         | Antonin Guigonnat      |
| Mistrzostwa Europy w Biathlonie 2024 (24–28 stycznia) |                      |                      |                            |                       |                        |                        |
| 14                                                    | 24 stycznia 2024     | Osrblie              | Bieg indywidualny na 20 km | Vebjørn Sørum         | Johan-Olav Botn        | Martin Uldal           |
| 15                                                    | 26 stycznia 2024     | Osrblie              | Sprint na 10 km            | Antonin Guigonnat     | Johan-Olav Botn        | Isak Frey              |
| 16                                                    | 27 stycznia 2024     | Osrblie              | Bieg pościgowy na 12,5 km  | Isak Frey             | Dmitrij Szamajew       | Antonin Guigonnat      |
| 17                                                    | 1 lutego 2024        | Arber                | Sprint na 10 km            | Martin Uldal          | Johan-Olav Botn        | Isak Frey              |
| 18                                                    | 3 lutego 2024        | Arber                | Sprint na 10 km            | Johan-Olav Botn       | Martin Uldal           | Simon Kaiser           |
| 19                                                    | 29 lutego 2024       | Obertilliach         | Sprint na 10 km            | Mats Øverby           | Sindre Fjellheim Jorde | Sverre Dahlen Aspenes  |
| 20                                                    | 2 marca 2024         | Obertilliach         | Bieg pościgowy na 12,5 km  | Mats Øverby           | Martin Nevland         | Sindre Fjellheim Jorde |
| 21                                                    | 7 marca 2024         | Obertilliach         | Bieg indywidualny na 15 km | Mats Øverby           | Isak Frey              | Martin Uldal           |
| 22                                                    | 8 marca 2024         | Obertilliach         | Sprint na 10 km            | Martin Uldal          | Isak Frey              | Sverre Dahlen Aspenes  |
| 23                                                    | 9 marca 2024         | Obertilliach         | Bieg masowy na 15 km       | Sverre Dahlen Aspenes | Martin Uldal           | Martin Nevland         |
| Klasyfikacja końcowa                                  | Klasyfikacja końcowa | Klasyfikacja końcowa | Klasyfikacja końcowa       | Mats Øverby           | Johan-Olav Botn        | Martin Nevland         |

### Liderzy klasyfikacji generalnej
| Lp. | Zawodnik        | Data objęcia pozycji lidera | Miejscowość  | Data utraty pozycji lidera | Miejscowość     |
| --- | --------------- | --------------------------- | ------------ | -------------------------- | --------------- |
| 1.  | Johan-Olav Botn | 30 listopada 2023           | Kontiolahti  | 7 marca 2024               | Obertilliach    |
| 2.  | Mats Øverby     | 7 marca 2024                | Obertilliach | Zwycięzca cyklu            | Zwycięzca cyklu |

### Kobiety
| Lp.                                                   | Data                 | Miejscowość          | Konkurencja                  | Złoto                    | Srebro                   | Brąz                   |
| ----------------------------------------------------- | -------------------- | -------------------- | ---------------------------- | ------------------------ | ------------------------ | ---------------------- |
| 1                                                     | 30 listopada 2023    | Kontiolahti          | Bieg indywidualny na 15 km   | Jeanne Richard           | Maren Kirkeeide          | Karoline Erdal         |
| 2                                                     | 2 grudnia 2023       | Kontiolahti          | Sprint na 7,5 km             | Emilie Ågheim Kalkenberg | Sara Andersson           | Océane Michelon        |
| 3                                                     | 8 grudnia 2023       | Idre Fjäll           | Sprint na 7,5 km             | Johanna Puff             | Jenny Enodd              | Jeanne Richard         |
| 4                                                     | 9 grudnia 2023       | Idre Fjäll           | Sprint na 7,5 km             | Karoline Erdal           | Juliane Frühwirth        | Anna-Karin Heijdenberg |
| 5                                                     | 10 grudnia 2023      | Idre Fjäll           | Bieg pościgowy na 10 km      | Jenny Enodd              | Karoline Erdal           | Ella Halvarsson        |
| 6                                                     | 13 grudnia 2023      | Sjusjøen             | Sprint na 7,5 km             | Océane Michelon          | Jeanne Richard           | Gro Randby             |
| 7                                                     | 15 grudnia 2023      | Sjusjøen             | Bieg pościgowy na 10 km      | Anaëlle Bondoux          | Ida Lien                 | Stina Nilsson          |
| 8                                                     | 16 grudnia 2023      | Sjusjøen             | Bieg masowy na 12,5 km       | Julia Tannheimer         | Jenny Enodd              | Ida Lien               |
| 9                                                     | 4 stycznia 2024      | Martell              | Bieg indywidualny na 12,5 km | Julia Kink               | Emily Schumann           | Stina Nilsson          |
| 10                                                    | 6 stycznia 2024      | Martell              | Sprint na 7,5 km             | Maren Kirkeeide          | Maya Cloetens            | Stina Nilsson          |
| 11                                                    | 7 stycznia 2024      | Martell              | Bieg pościgowy na 10 km      | Gilonne Guigonnat        | Anna Andexer             | Johanna Puff           |
| 12                                                    | 10 stycznia 2024     | Ridnaun              | Sprint na 7,5 km             | Gilonne Guigonnat        | Sara Scattolo            | Ida Lien               |
| 13                                                    | 12 stycznia 2024     | Ridnaun              | Bieg masowy na 12,5 km       | Johanna Puff             | Selina Grotian           | Ida Lien               |
| Mistrzostwa Europy w Biathlonie 2024 (24–28 stycznia) |                      |                      |                              |                          |                          |                        |
| 14                                                    | 24 stycznia 2024     | Osrblie              | Bieg indywidualny na 15 km   | Maren Kirkeeide          | Alina Striemous          | Ema Kapustová          |
| 15                                                    | 26 stycznia 2024     | Osrblie              | Sprint na 7,5 km             | Ida Lien                 | Maren Kirkeeide          | Chrystyna Dmytrenko    |
| 16                                                    | 27 stycznia 2024     | Osrblie              | Bieg pościgowy na 10 km      | Maren Kirkeeide          | Emilie Ågheim Kalkenberg | Océane Michelon        |
| 17                                                    | 1 lutego 2024        | Arber                | Sprint na 7,5 km             | Hannah Auchentaller      | Emilie Ågheim Kalkenberg | Sara Scattolo          |
| 18                                                    | 3 lutego 2024        | Arber                | Sprint na 7,5 km             | Karoline Erdal           | Camille Bened            | Lea Rothschopf         |
| 19                                                    | 29 lutego 2024       | Obertilliach         | Sprint na 7,5 km             | Ragnhild Femsteinevik    | Océane Michelon          | Kristina Oberthaler    |
| 20                                                    | 2 marca 2024         | Obertilliach         | Bieg pościgowy na 10 km      | Marthe Kråkstad Johansen | Océane Michelon          | Tereza Vinklárková     |
| 21                                                    | 7 marca 2024         | Obertilliach         | Bieg indywidualny na 12,5 km | Lisa Maria Spark         | Chloé Chevalier          | Camille Bened          |
| 22                                                    | 8 marca 2024         | Obertilliach         | Sprint na 7,5 km             | Stefanie Scherer         | Gro Randby               | Océane Michelon        |
| 23                                                    | 9 marca 2024         | Obertilliach         | Bieg masowy na 12 km         | Anaëlle Bondoux          | Océane Michelon          | Emily Schumann         |
| Klasyfikacja końcowa                                  | Klasyfikacja końcowa | Klasyfikacja końcowa | Klasyfikacja końcowa         | Océane Michelon          | Jenny Enodd              | Karoline Erdal         |

### Liderki klasyfikacji generalnej
| Lp. | Zawodniczka     | Data objęcia pozycji liderki | Miejscowość  | Data utraty pozycji liderki | Miejscowość        |
| --- | --------------- | ---------------------------- | ------------ | --------------------------- | ------------------ |
| 1.  | Jeanne Richard  | 30 listopada 2023            | Kontiolahti  | 10 grudnia 2023             | Idre Fjäll         |
| 2.  | Karoline Erdal  | 10 grudnia 2023              | Idre Fjäll   | 13 grudnia 2023             | Sjusjøen           |
| 3.  | Jeanne Richard  | 13 grudnia 2023              | Sjusjøen     | 4 stycznia 2024             | Martell            |
| 4.  | Jenny Enodd     | 4 stycznia 2024              | Martell      | 27 stycznia 2024            | Osrblie            |
| 5.  | Ida Lien        | 27 stycznia 2024             | Osrblie      | 1 lutego 2024               | Arber              |
| 6.  | Jenny Enodd     | 1 lutego 2024                | Arber        | 8 marca 2024                | Obertilliach       |
| 7.  | Océane Michelon | 8 marca 2024                 | Obertilliach | Zwyciężczyni cyklu          | Zwyciężczyni cyklu |

### Sztafety
| Lp. | Data             | Miejscowość  | Konkurencja                  | Złoto                                                                               | Srebro                                                                             | Brąz                                                                              | Lider po konkurencji |
| --- | ---------------- | ------------ | ---------------------------- | ----------------------------------------------------------------------------------- | ---------------------------------------------------------------------------------- | --------------------------------------------------------------------------------- | -------------------- |
| 1   | 3 grudnia 2023   | Kontiolahti  | Sztafeta mieszana            | Norwegia Maren Kirkeeide · Emilie Ågheim Kalkenberg · Johan-Olav Botn · Mats Øverby | Szwecja Sara Andersson · Anna-Karin Heijdenberg · Emil Nykvist · Henning Sjökvist  | Francja Jeanne Richard · Océane Michelon · Théo Guiraud-Poillot · Oscar Lombardot | Norwegia             |
| 2   | 3 grudnia 2023   | Kontiolahti  | Pojedyncza sztafeta mieszana | Norwegia Karoline Erdal · Martin Nevland                                            | Francja Paula Botet · Rémi Broutier                                                | Włochy Sara Scattolo · Daniele Cappellari                                         | Norwegia             |
| 3   | 13 stycznia 2024 | Ridnaun      | Sztafeta mieszana            | Norwegia Emilie Ågheim Kalkenberg · Ida Lien · Johan-Olav Botn · Mats Øverby        | Niemcy Selina Grotian · Emily Schumann · Simon Kaiser · Danilo Riethmüller         | Francja Gilonne Guigonnat · Anaëlle Bondoux · Damien Levet · Antonin Guigonnat    | Norwegia             |
| 4   | 13 stycznia 2024 | Ridnaun      | Pojedyncza sztafeta mieszana | Norwegia Karoline Erdal · Vebjørn Sørum                                             | Francja Camille Bened · Théo Guiraud-Poillot                                       | Finlandia Noora Kaisa Keränen · Tuomas Harjula                                    | Norwegia             |
| 5   | 28 stycznia 2024 | Osrblie (ME) | Sztafeta mieszana            | Norwegia Isak Frey · Johan-Olav Botn · Ida Lien · Maren Kirkeeide                   | Francja Théo Guiraud-Poillot · Antonin Guigonnat · Océane Michelon · Camille Bened | Włochy Nicola Romanin · Nicolò Betemps · Beatrice Trabucchi · Hannah Auchentaller | Norwegia             |
| 6   | 28 stycznia 2024 | Osrblie (ME) | Pojedyncza sztafeta mieszana | Szwecja Anton Ivarsson · Sara Andersson                                             | Norwegia Vebjørn Sørum · Emilie Ågheim Kalkenberg                                  | Austria Patrick Jakob · Kristina Oberthaler                                       | Norwegia             |
| 7   | 3 marca 2024     | Obertilliach | Sztafeta mieszana            | Norwegia Åsne Skrede · Ragnhild Femsteinevik · Sindre Fjellheim Jorde · Mats Øverby | Włochy Astrid Plosch · Francesca Brocchiero · Nicola Romanin · David Zingerle      | Francja Camille Bened · Chloé Chevalier · Ambroise Meunier · Damien Levet         | Norwegia             |
| 8   | 3 marca 2024     | Obertilliach | Pojedyncza sztafeta mieszana | Norwegia Karoline Erdal · Martin Nevland                                            | Francja Paula Botet · Émilien Claude                                               | Niemcy Lisa Maria Spark · David Zobel                                             | Norwegia             |

## Klasyfikacje

### Mężczyźni
| Klasyfikacja generalna |                    |        |
| \| Miejsce \| Zawodnik \| Punkty \| \| ------- \| ------------------ \| ------ \| \| 1. \| Mats Øverby \| 1325 \| \| 2. \| Johan-Olav Botn \| 1135 \| \| 3. \| Martin Nevland \| 1037 \| \| 4. \| Martin Uldal \| 980 \| \| 5. \| Isak Frey \| 917 \| \| 6. \| Danilo Riethmüller \| 710 \| \| 7. \| Lucas Fratzscher \| 655 \| \| 8. \| Simon Kaiser \| 621 \| \| 9. \| Vebjørn Sørum \| 538 \| \| 10. \| Daniele Cappellari \| 436 \| |                    |        |
| Miejsce | Zawodnik           | Punkty |
| 1. | Mats Øverby        | 1325   |
| 2. | Johan-Olav Botn    | 1135   |
| 3. | Martin Nevland     | 1037   |
| 4. | Martin Uldal       | 980    |
| 5. | Isak Frey          | 917    |
| 6. | Danilo Riethmüller | 710    |
| 7. | Lucas Fratzscher   | 655    |
| 8. | Simon Kaiser       | 621    |
| 9. | Vebjørn Sørum      | 538    |
| 10. | Daniele Cappellari | 436    |

| Miejsce | Zawodnik        | Punkty |
| ------- | --------------- | ------ |
| 1.      | Mats Øverby     | 276    |
| 2.      | Vebjørn Sørum   | 180    |
| 3.      | Isak Frey       | 180    |
| 4.      | Johan-Olav Botn | 165    |
| 5.      | Martin Uldal    | 147    |

| Miejsce | Zawodnik        | Punkty |
| ------- | --------------- | ------ |
| 1.      | Johan-Olav Botn | 660    |
| 2.      | Mats Øverby     | 603    |
| 3.      | Martin Uldal    | 492    |
| 4.      | Martin Nevland  | 421    |
| 5.      | Isak Frey       | 404    |

| Miejsce | Zawodnik        | Punkty |
| ------- | --------------- | ------ |
| 1.      | Mats Øverby     | 271    |
| 2.      | Martin Nevland  | 254    |
| 3.      | Isak Frey       | 220    |
| 4.      | Johan-Olav Botn | 210    |
| 5.      | Martin Uldal    | 184    |

| Miejsce | Zawodnik           | Punkty |
| ------- | ------------------ | ------ |
| 1.      | Martin Nevland     | 225    |
| 2.      | Mats Øverby        | 175    |
| 3.      | Martin Uldal       | 157    |
| 4.      | Danilo Riethmüller | 116    |
| 5.      | Isak Frey          | 113    |

| Miejsce | Kraj     | Punkty |
| ------- | -------- | ------ |
| 1.      | Norwegia | 8493   |
| 2.      | Niemcy   | 7332   |
| 3.      | Francja  | 7093   |
| 4.      | Szwecja  | 6690   |
| 5.      | Włochy   | 6530   |

### Kobiety
| Klasyfikacja generalna |                          |        |
| \| Miejsce \| Zawodniczka \| Punkty \| \| ------- \| ------------------------ \| ------ \| \| 1. \| Océane Michelon \| 803 \| \| 2. \| Jenny Enodd \| 708 \| \| 3. \| Karoline Erdal \| 691 \| \| 4. \| Anaëlle Bondoux \| 657 \| \| 5. \| Emily Schumann \| 597 \| \| 6. \| Maren Kirkeeide \| 589 \| \| 7. \| Ida Lien \| 577 \| \| 8. \| Emilie Ågheim Kalkenberg \| 488 \| \| 9. \| Julia Tannheimer \| 481 \| \| 10. \| Ella Halvarsson \| 476 \| |                          |        |
| Miejsce | Zawodniczka              | Punkty |
| 1. | Océane Michelon          | 803    |
| 2. | Jenny Enodd              | 708    |
| 3. | Karoline Erdal           | 691    |
| 4. | Anaëlle Bondoux          | 657    |
| 5. | Emily Schumann           | 597    |
| 6. | Maren Kirkeeide          | 589    |
| 7. | Ida Lien                 | 577    |
| 8. | Emilie Ågheim Kalkenberg | 488    |
| 9. | Julia Tannheimer         | 481    |
| 10. | Ella Halvarsson          | 476    |

| Miejsce | Zawodniczka            | Punkty |
| ------- | ---------------------- | ------ |
| 1.      | Océane Michelon        | 398    |
| 2.      | Karoline Erdal         | 375    |
| 3.      | Anna-Karin Heijdenberg | 321    |
| 4.      | Jenny Enodd            | 306    |
| 5.      | Anaëlle Bondoux        | 285    |

| Miejsce | Zawodniczka     | Punkty |
| ------- | --------------- | ------ |
| 1.      | Maren Kirkeeide | 215    |
| 2.      | Emily Schumann  | 125    |
| 3.      | Karoline Erdal  | 120    |
| 4.      | Chloé Chevalier | 107    |
| 5.      | Flurina Volken  | 98     |

| Miejsce | Zawodniczka     | Punkty |
| ------- | --------------- | ------ |
| 1.      | Océane Michelon | 206    |
| 2.      | Jenny Enodd     | 197    |
| 3.      | Ida Lien        | 170    |
| 4.      | Anaëlle Bondoux | 138    |
| 5.      | Karoline Erdal  | 138    |

| Miejsce | Zawodniczka     | Punkty |
| ------- | --------------- | ------ |
| 1.      | Anaëlle Bondoux | 150    |
| 2.      | Océane Michelon | 125    |
| 3.      | Jenny Enodd     | 123    |
| 4.      | Ida Lien        | 120    |
| 5.      | Gro Randby      | 103    |

| Miejsce | Kraj     | Punkty |
| ------- | -------- | ------ |
| 1.      | Norwegia | 8003   |
| 2.      | Francja  | 7475   |
| 3.      | Niemcy   | 7350   |
| 4.      | Szwecja  | 7087   |
| 5.      | Austria  | 6716   |

### Sztafety mieszane
| Klasyfikacja sztafet mieszanych |          |        |
| \| Miejsce \| Kraj \| Punkty \| \| ------- \| -------- \| ------ \| \| 1. \| Norwegia \| 705 \| \| 2. \| Francja \| 512 \| \| 3. \| Szwecja \| 431 \| \| 4. \| Niemcy \| 402 \| \| 5. \| Włochy \| 393 \| |          |        |
| Miejsce | Kraj     | Punkty |
| 1. | Norwegia | 705    |
| 2. | Francja  | 512    |
| 3. | Szwecja  | 431    |
| 4. | Niemcy   | 402    |
| 5. | Włochy   | 393    |